# Kvänums socken
Kvänums socken i Västergötland ingick i Skånings härad, ingår sedan 1974 i Vara kommun och motsvarar från 2016 Kvänums distrikt.
Socknens areal är 29,28 kvadratkilometer varav 29,20 land. År 2015 fanns här 1 498 invånare. Tätorten Kvänum samt sockenkyrkan Kvänums kyrka ligger i socknen.

## Administrativ historik
Socknen har medeltida ursprung. Efter 1546 har Badene socken införlivats.
Vid kommunreformen 1862 övergick socknens ansvar för de kyrkliga frågorna till Kvänums församling och för de borgerliga frågorna bildades Kvänums landskommun. Landskommunen utökades 1952 och uppgick 1974 i Vara kommun. Församlingen utökades 2002 och uppgick 2018 i Varabygdens församling.
1 januari 2016 inrättades distriktet Kvänum, med samma omfattning som församlingen hade 1999/2000.  
Socknen har tillhört län, fögderier, tingslag och domsagor enligt vad som beskrivs i artikeln Skånings härad. De indelta soldaterna tillhörde Skaraborgs regemente, Skånings kompani och Västgöta regemente, Laske kompani.

## Geografi
Kvänums socken ligger sydväst om Skara öster om Vara kring Kvänumsån. Socknen är en odlad slättbygd på Varaslätten med inslag av skog.

## Fornlämningar
Lösfynd från stenåldern har påträffats. Från järnåldern finns flatmarksgravar, gravfält, stensättningar och domarringar.

## Namnet
Namnet skrevs 1428 Quenem och kommer från kyrkbyn. Efterleden innehåller hem, 'boplats; gård'. Förleden kan innehålla ett äldre namn på Kvänumsån, Qvädna, 'Dyån, Sumpån'.

## Befolkningsutveckling
Kvänums socken och församling motsvarade fram till 2002 samma område och nuvarande distrikt bygger på samma gränser. Det går därför att följa befolkningsutvecklingen över tid för området i och med församlingens tidigare statistik och distriktets tillkomst. Det finns dock ingen befolkningsstatistik mellan 2002 och 2014 då församlingen gick samman med 5 andra församlingar år 2002 och distrikten infördes först 2016.
| Befolkningsutvecklingen i Kvänums socken 1810–2015 | Befolkningsutvecklingen i Kvänums socken 1810–2015 | Befolkningsutvecklingen i Kvänums socken 1810–2015 | Befolkningsutvecklingen i Kvänums socken 1810–2015 | Befolkningsutvecklingen i Kvänums socken 1810–2015 |
| -------------------------------------------------- | -------------------------------------------------- | -------------------------------------------------- | -------------------------------------------------- | -------------------------------------------------- |
|                                                    |                                                    |                                                    |                                                    |                                                    |
| År                                                 |                                                    |                                                    | Folkmängd                                          |                                                    |
| 1810                                               | 1810                                               |                                                    | 518                                                |                                                    |
| 1820                                               | 1820                                               |                                                    | 587                                                |                                                    |
| 1830                                               | 1830                                               |                                                    | 660                                                |                                                    |
| 1840                                               | 1840                                               |                                                    | 724                                                |                                                    |
| 1850                                               | 1850                                               |                                                    | 844                                                |                                                    |
| 1860                                               | 1860                                               |                                                    | 996                                                |                                                    |
| 1870                                               | 1870                                               |                                                    | 1 106                                              |                                                    |
| 1880                                               | 1880                                               |                                                    | 1 167                                              |                                                    |
| 1890                                               | 1890                                               |                                                    | 1 002                                              |                                                    |
| 1900                                               | 1900                                               |                                                    | 958                                                |                                                    |
| 1910                                               | 1910                                               |                                                    | 1 079                                              |                                                    |
| 1920                                               | 1920                                               |                                                    | 1 264                                              |                                                    |
| 1930                                               | 1930                                               |                                                    | 1 292                                              |                                                    |
| 1940                                               | 1940                                               |                                                    | 1 314                                              |                                                    |
| 1950                                               | 1950                                               |                                                    | 1 360                                              |                                                    |
| 1960                                               | 1960                                               |                                                    | 1 443                                              |                                                    |
| 1970                                               | 1970                                               |                                                    | 1 578                                              |                                                    |
| 1980                                               | 1980                                               |                                                    | 1 575                                              |                                                    |
| 1990                                               | 1990                                               |                                                    | 1 657                                              |                                                    |
| 2000                                               | 2000                                               |                                                    | 1 569                                              |                                                    |
| 2015                                               | 2015                                               |                                                    | 1 498                                              |                                                    |
|                                                    |                                                    |                                                    |                                                    |                                                    |